# Phyllotocus macleayi
Phyllotocus macleayi är en skalbaggsart som beskrevs av Fischer 1823. Phyllotocus macleayi ingår i släktet Phyllotocus och familjen Melolonthidae. Inga underarter finns listade i Catalogue of Life.

## Bildgalleri

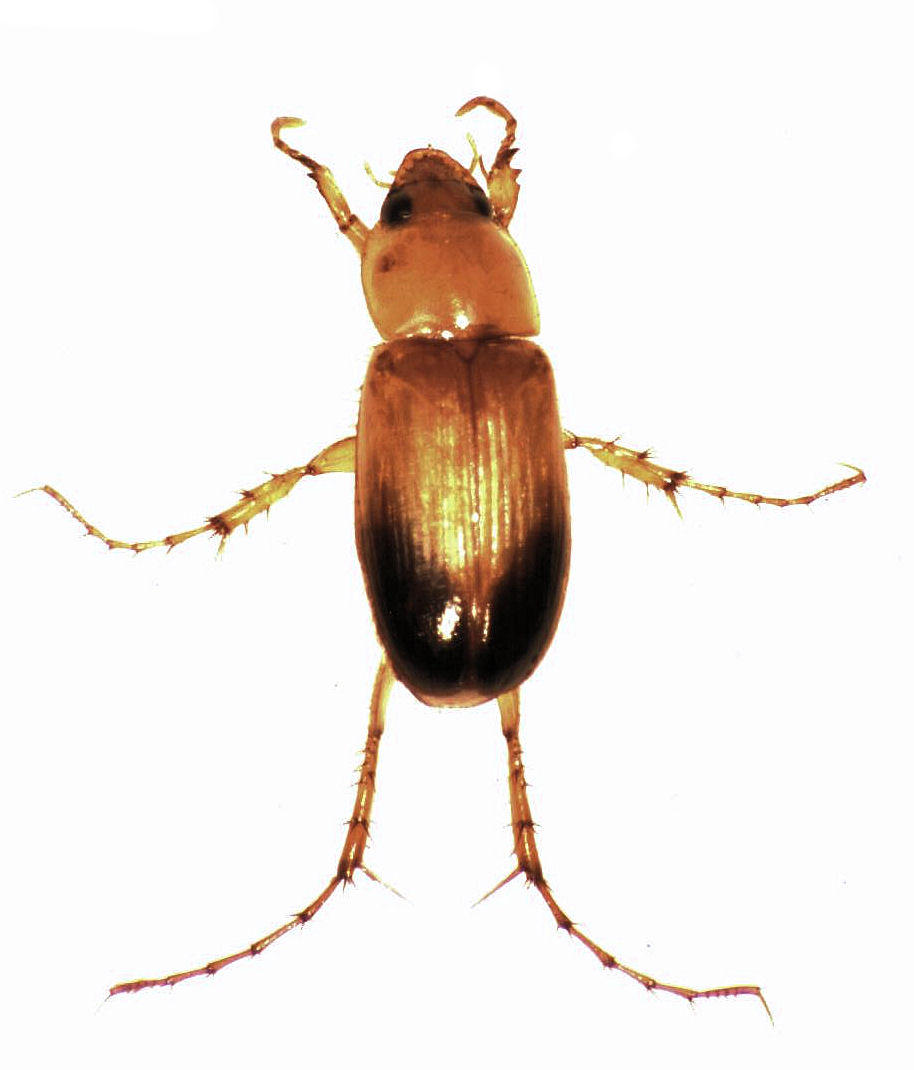